# Neville Hayes
Pour les articles homonymes, voir Hayes.
Neville Hayes est un nageur australien né le 2 décembre 1943 à Hurstville et mort le 28 juin 2022.

## Biographie
Neville Hayes dispute l'épreuve du 200 m nage papillon aux Jeux olympiques d'été de 1960 de Rome et remporte la médaille d'argent. Il fait également partie du relais 4 × 100 m 4 nages composé de David Theile, Terry Gathercole et Geoff Shipton et remporte une nouvelle médaille d'argent.